# Серафим (Папакостас)
Митрополи́т Серафи́м (греч. Μητροπολίτης Σεραφείμ, в миру Иоа́ннис Папако́стас греч. Ιωάννης Παπακώστας; 21 января 1959, Агнандеро — 29 декабря 2020, Polichni) — епископ Элладской православной церкви (формально также Константинопольской православной церкви), митрополит Касторийский (1996—2020).

## Биография
Родился 21 января 1959 года в Агнандеро, в Кардице, в Греции.
Окончил Ризарийскую богословскую школу в Афинах и Высшую церковную школу, в которой завершил обучение в 1983 году.
В 1987 году окончил богословский институт Афинского университета.
16 октября 1983 года был рукоположен в сан диакона, а 4 января 1987 года — в сан пресвитера. Служил в церкви Святого Николая в столичном районе Патисия, одновременно занимая должность руководителя отдела по делам молодёжи Афинской архиепископии и главы протокола в Священном синоде Элладской православной церкви.
В 1990 году стал секретарём Священного синода Элладской православной церкви.
В октябре 1996 года решением Священного синода был избран для рукоположения в сан митрополита Касторийского и 5 октября 1996 года был рукоположен в архиерейский сан.
В начале декабря 2020 года у митрополита был диагностирован COVID-19 и он был помещён в госпиталь 424 Γ.Ν.Σ.Ε. (Γενικό Στρατιωτικό Νοσοκομείο Εκπαιδεύσεως), где 20 декабря подключён к аппарату ИВЛ. Скончался 29 декабря 2020 года.